# Edward Seymour, 8. Duke of Somerset
Edward Seymour, 8. Duke of Somerset (getauft 17. Januar 1695; † 15. Dezember 1757) war ein britischer Peer und Politiker.

## Leben
Er entstammte der Familie Seymour und war der älteste Sohn des Unterhausabgeordneten Sir Edward Seymour, 5. Baronet (1663–1740), aus dessen Ehe mit Laetitia Popham († 1738). In väterlicher Linie war er ein Nachkomme des Lordprotectors Edward Seymour, 1. Duke of Somerset.
Er wurde am Magdalen College der Universität Oxford ausgebildet. Beim Tod seines Vaters am 29. Dezember 1740 erbte er dessen Adelstitel Baronet, of Berry Pomeroy in the County of Devon, sowie dessen Güter Maiden Bradley in Wiltshire und Berry Pomeroy in Devon.
1741 wurde er als Abgeordneter für das Borough Salisbury ins britische Unterhaus gewählt. Er hatte dieses Mandat bis 1747 inne und galt als Anhänger der Tories.
Als 7. Februar 1750 sein Neffe sechsten Grades Algernon Seymour, 7. Duke of Somerset, starb ohne männliche Nachkommen zu hinterlassen, erbte Edward als dessen nächster Verwandter in männlicher Linie dessen Adelstitel als 8. Duke of Somerset und 8. Baron Seymour. Durch diese Titel wurde er Mitglied des britischen House of Lords. Er erbte jedoch nicht dessen umfangreiche Besitzungen, da diese an nähere Verwandte in weiblicher Linie, wie dessen Tochter Elizabeth Seymour, 2. Baroness Percy, und dessen Neffen Charles Wyndham, 2. Earl of Egremont, fielen.
Von 1752 bis 1757 hatte er die Ämter der Lord-Lieutenant von Wiltshire und des Justice in eyre (north of Trent) inne.
Er starb am 15. Dezember 1757 und wurde am 21. Dezember 1757 in Maiden Bradley in Wiltshire bestattet.

## Ehe und Nachkommen
Am 8. März 1717 heiratete er in Monkton Farleigh Mary Webb (1697–1768), Tochter und Erbin des Daniel Webb, Gutsherr von Monkton Farley und Melksham in Wiltshire. Sie hinterließen vier Söhne und eine Tochter:
- Edward Seymour, 9. Duke of Somerset (1717–1792);
- Webb Seymour, 10. Duke of Somerset (1718–1793);
- Lord William Seymour (1724–1800), ⚭ 1767 Hester Maltravers († 1812);
- Very Reverend Lord Francis Seymour (1726–1799), Dekan der Wells Cathedral, ⚭ 1749 Catherine Payne († 1801);
- Lady Mary Seymour (1744–1762), ⚭ 1759 Vincent John Biscoe (1721–1770), Gutsherr von Hookwood in Surrey.